# Sara Ramirez
Sara Elena Ramírez (phát âm tiếng Tây Ban Nha: [ˈsaɾa eˈlena raˈmiɾes]; sinh ngày 31 tháng 8 năm 1975) là một diễn viên, ca sĩ người Mỹ gốc Mexico.